# Chick Corea Elektric Band
Chick Corea Elektric Band – grupa muzyczna wykonująca muzykę jazz fusion założona w 1986 przez pianistę, Chicka Coreę.

## Skład
- Chick Corea – instrumenty klawiszowe
- John Patitucci – gitara basowa
- Frank Gambale – gitara
- Dave Weckl – perkusja
- Eric Marienthal – saksofon

### Byli członkowie
- Scott Henderson – gitara
- Carlos Rios – gitara
- Gary Novak – perkusja
- Jimmy Earl – gitara basowa
- Victor Wooten – gitara basowa
- Mike Miller – gitara
- Mike Pope - gitara basowa
- Jamie Glaser - gitara

## Dyskografia
(Źródło:)
- Chick Corea Elektric Band (1986)
- Light Years (1987)
- Eye of the Beholder (1988)
- Inside Out (1990)
- Beneath the Mask (1991)
- Elektric Band II: Paint the World (1993)
- To the Stars (2004)